# Thomas Lorenz (Politiker)
Thomas Lorenz (* 19. Jänner 1865 in Zborovitz, Mähren; † 24. Februar 1945 in Dornbirn) war ein österreichischer Schuhmachermeister und Politiker (SDAPÖ). Lorenz war von 1918 bis 1919 Ersatzmitglied im Vorarlberger Landesrat und Abgeordneter zur Provisorischen Vorarlberger Landesversammlung.

## Leben und Wirken
Thomas Lorenz wurde am 19. Jänner 1865 als Sohn des Maschinenschlossers und Bürgers von Mährisch-Neustadt, Josef Lorenz, und dessen Frau Anna (geb. Kopecký) in Zborovitz im damals österreichischen Mähren geboren. Nach dem Besuch der Volksschule absolvierte Lorenz eine Schuhmacherlehre und wurde Schuhmachermeister. 1896 heiratete er in Dornbirn die in Höchst geborene  Sofie Köb, mit der er in der Folge zwischen 1896 und 1908 fünf gemeinsame Kinder bekam. Die Familie ließ sich in der Vorarlberger Stadt Dornbirn nieder, wo Thomas Lorenz im Jahr 1910 ein eigenes Schuhmachergeschäft eröffnete.
Von 1916 bis 1917 wurde Thomas Lorenz zum Kriegsdienst im Ersten Weltkrieg eingezogen, wobei er für seinen Einsatz mit dem Eisernen Kreuz ausgezeichnet wurde. Nach der Rückkehr aus dem Kriegseinsatz engagierte sich Lorenz politisch in der aufkeimenden Republik Deutschösterreich für die Sozialdemokratische Arbeiterpartei Deutschösterreichs, für die er bereits vor dem Ersten Weltkrieg als Lokalobmann fungiert hatte. Er wurde Abgeordneter der Provisorischen Vorarlberger Landesversammlung, die am 3. November 1918 erstmals zusammentrat und bis nach der ersten Landtagswahl 1919 bestand. Gleichzeitig war er für seinen Parteikollegen Franz Rauscher auch Ersatzmitglied des Vorarlberger Landesrats, der zunächst als provisorische Landesregierung und ab 14. November 1918 als Verwaltungsorgan des Landes fungierte.
Neben seiner politischen Tätigkeit war Lorenz auch im Aufsichtsrat der Konsumgenossenschaft Dornbirn, im Arbeitergesangsverein und bei den Naturfreunden engagiert.